# Polisy
 Polisy  ist eine französische Gemeinde mit 176 Einwohnern (Stand 1. Januar 2022) im Département Aube in der Region Grand Est; sie gehört zum Arrondissement Troyes und zum Kanton Bar-sur-Seine.

## Geographie
Die Gemeinde liegt rund 35 Kilometer südöstlich von Troyes am Ufer der Laignes knapp vor deren Einmündung in die Seine. Nachbargemeinden sind Polisot im Norden, Celles-sur-Ource im Nordosten, Buxeuil im Osten, Neuville-sur-Seine im Südosten, Balnot-sur-Laignes im Süden, Avirey-Lingey im Südwesten und Arrelles im Westen.

## Bevölkerungsentwicklung
| Jahr      | 1962 | 1968 | 1975 | 1982 | 1990 | 1999 | 2008 | 2017 |
| Einwohner | 244  | 256  | 215  | 200  | 207  | 211  | 182  | 193  |

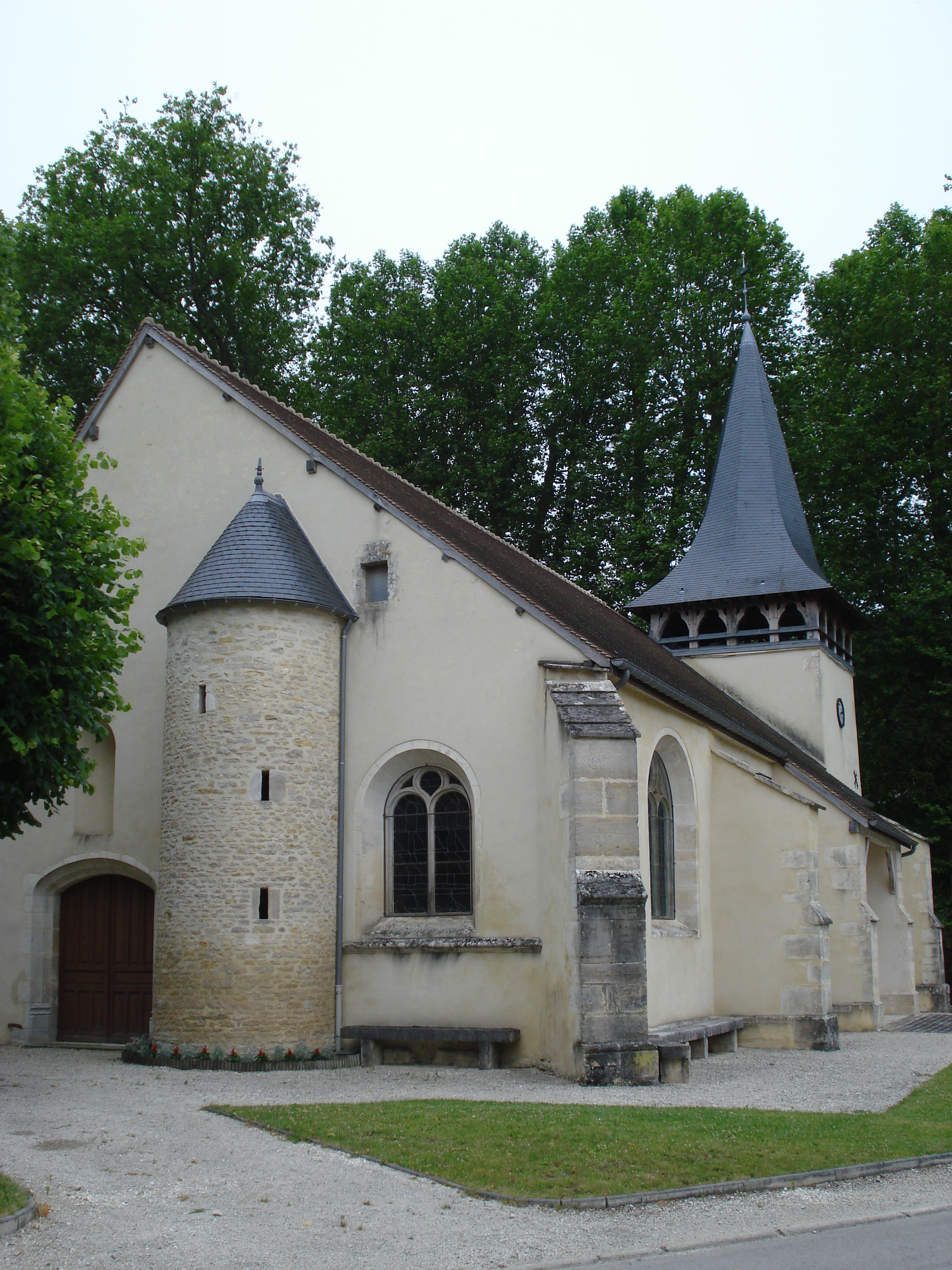
Kirche Saint-Félix
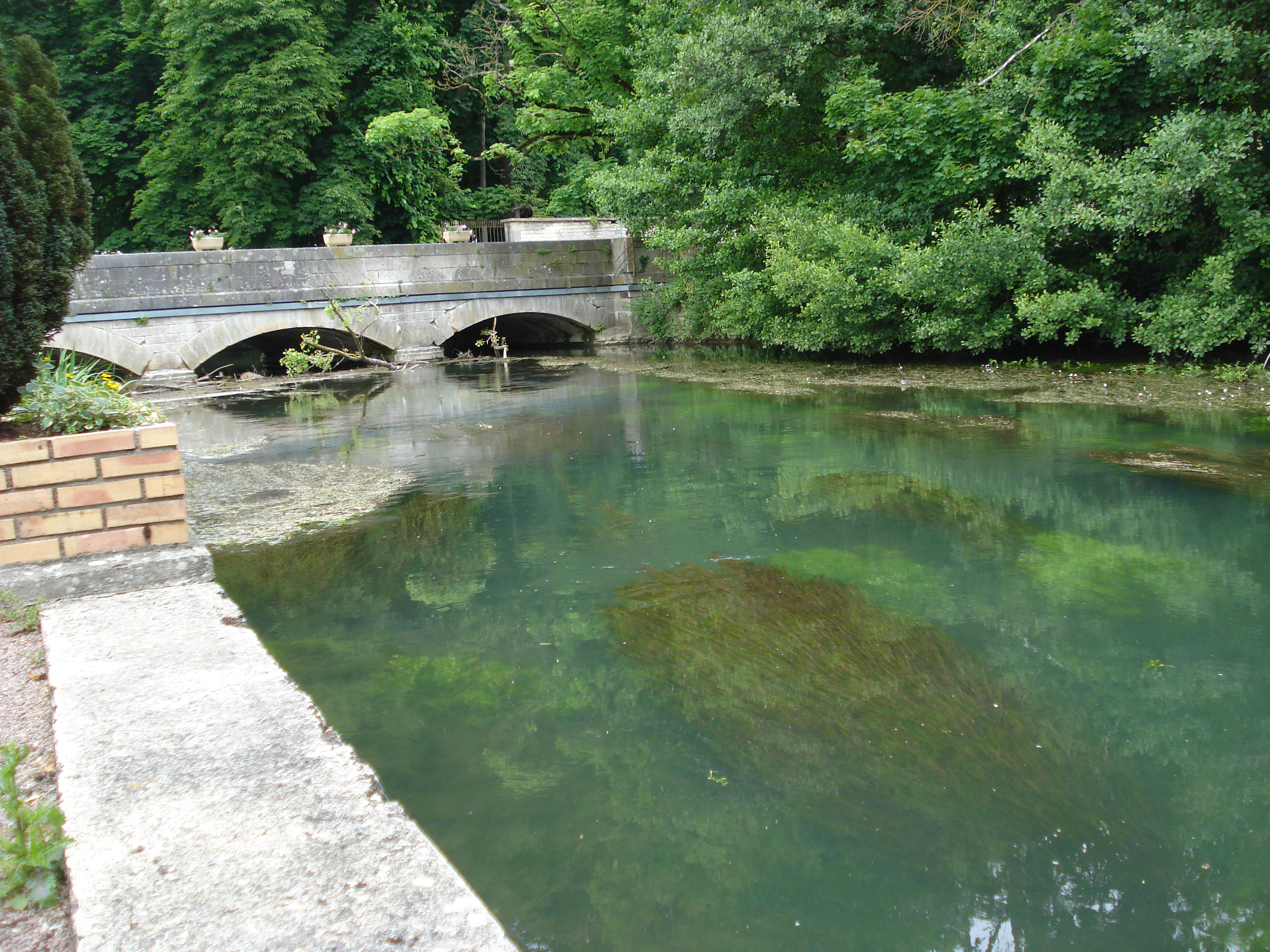
Brücke über die Laignes
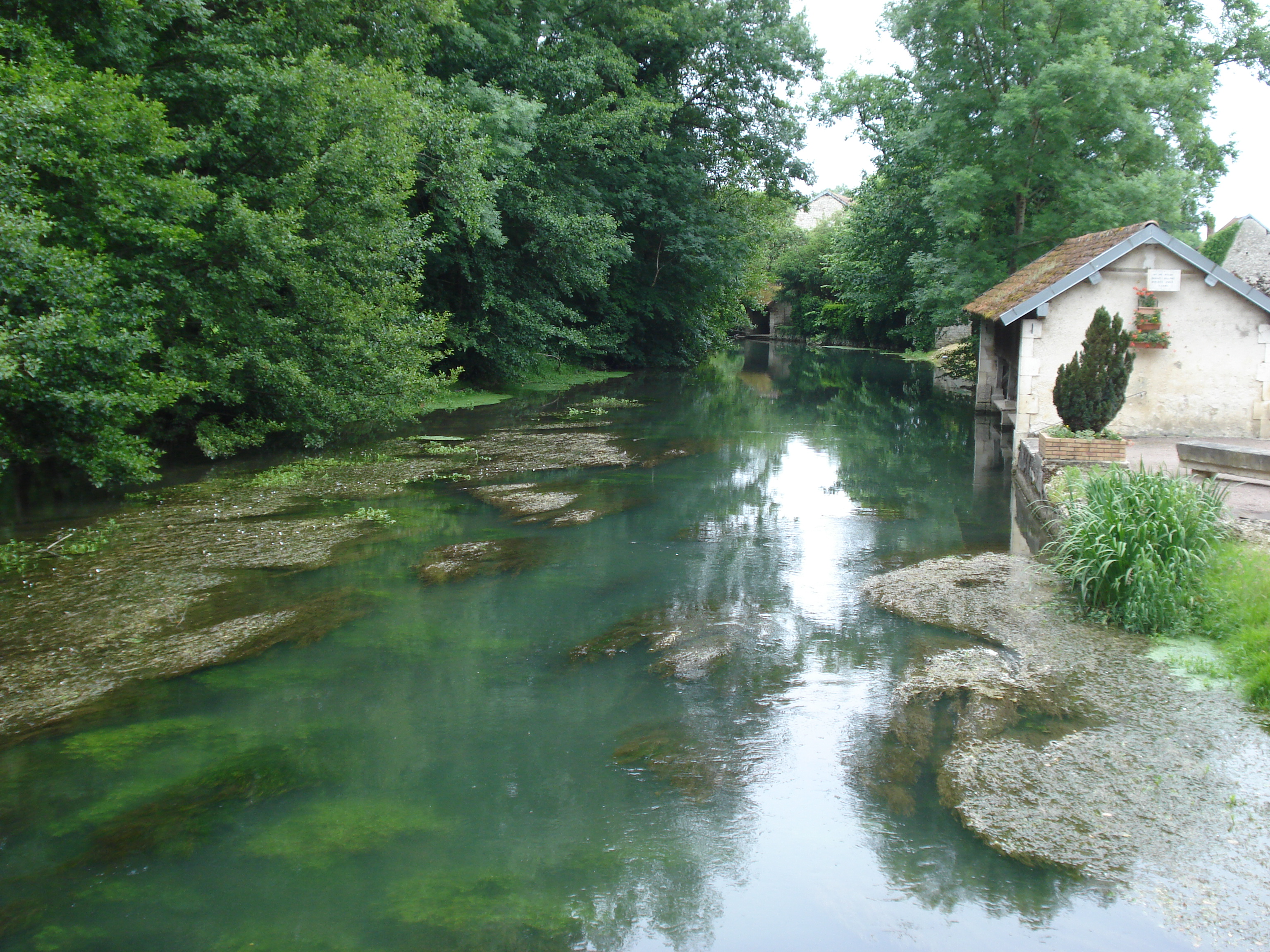
Lavoir

## Persönlichkeiten
- Jean de Dinteville (1504–1555/57), Seigneur de Polisy, französischer Diplomat (gemalt von Hans Holbein dem Jüngeren)